# Budapest-Ferenc Liszts internationella flygplats

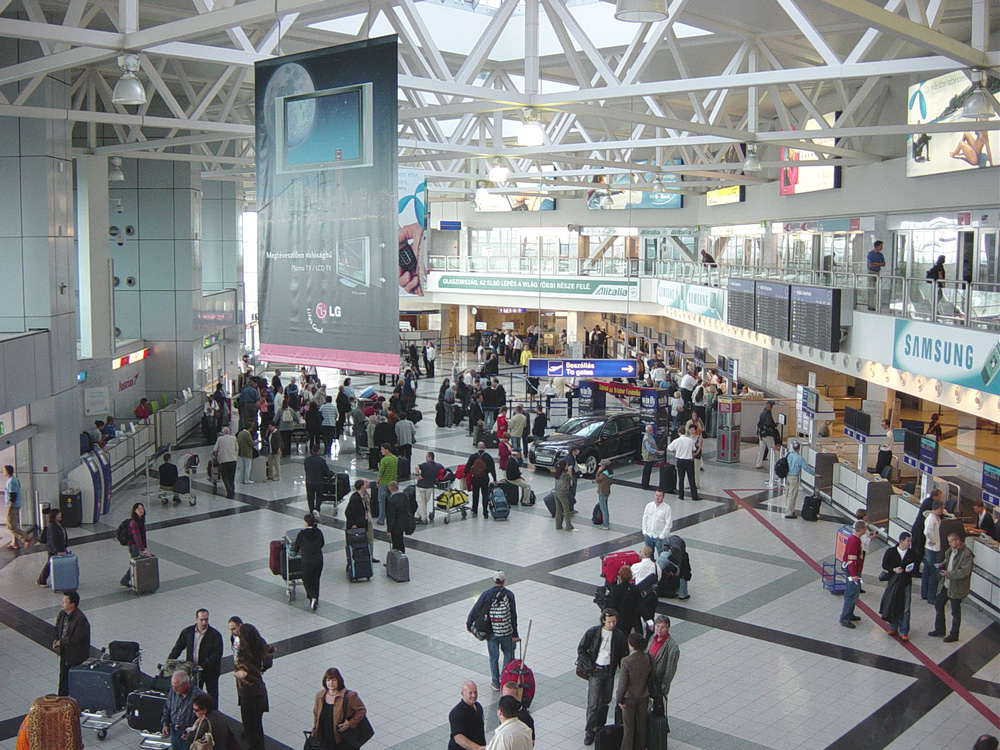
Terminal 2b

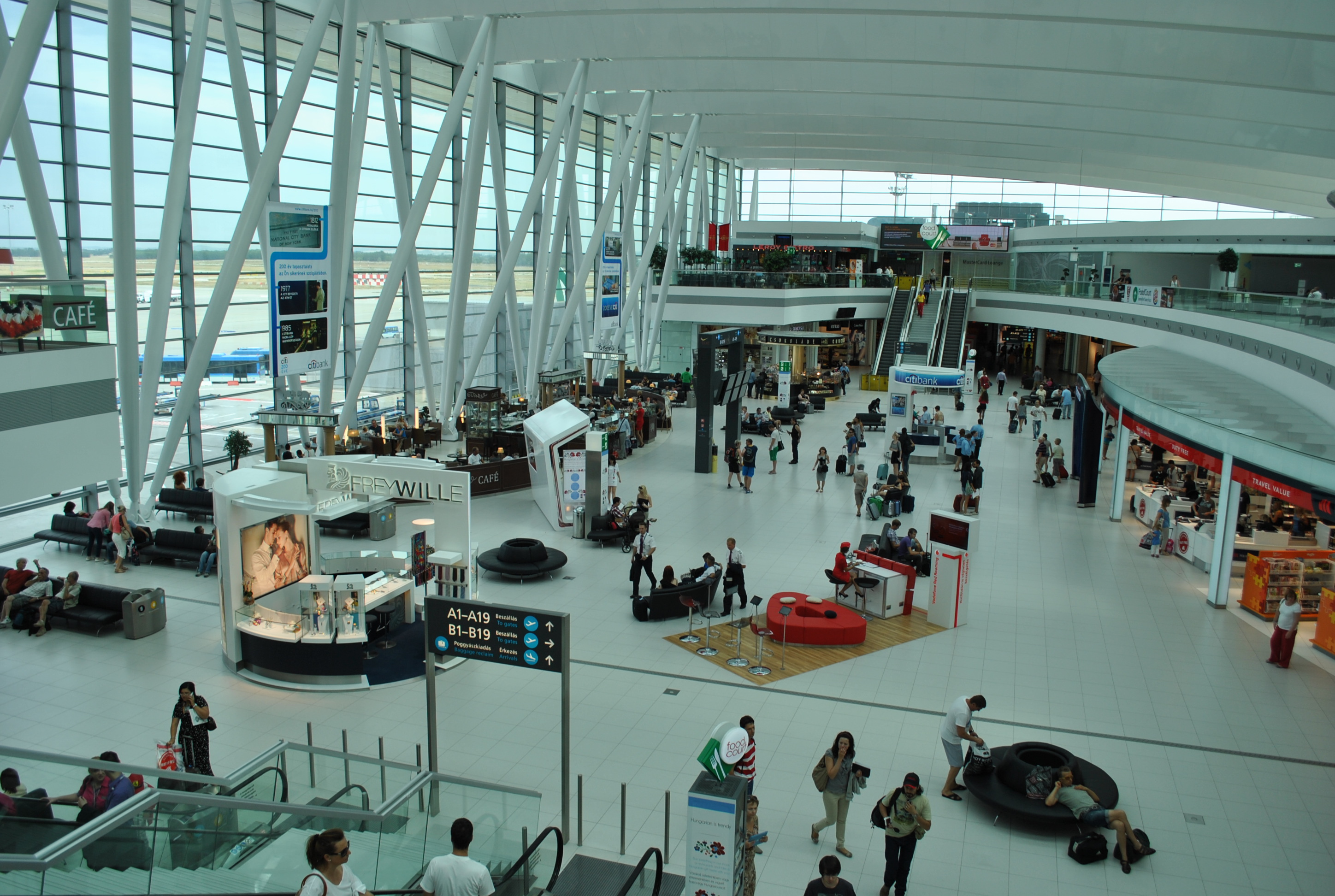
Sky Court

Budapest-Ferenc Liszts internationella flygplats (ungerska: Budapest Liszt Ferenc Nemzetközi Repülőtér) är en internationell flygplats belägen 16 kilometer sydost om centrala Budapest i Ungern. Den hette tidigare Budapest-Ferihegy, men bytte namn till Liszt Ferenc i samband med 200-årsjubileet av kompositören Franz Liszt 2011.

## Terminaler
Flygplatsen består av tre passagerarterminaler, en mindre terminal för privatflyg samt en fraktterminal. Ungerns nationella flygbolag, Malév, har sin hemmabas på terminalerna 2A och 2B. Det polsk-ungerska lågprisbolaget Wizzair har sin hemmabas på terminal 1.
Terminal 1
Terminal 1 hanterar lågprisbolag inom och utanför Schengen. Denna terminal är avskild från terminalerna 2A och 2B och har dessutom pendeltågsförbindelse till centrala Budapest.
Terminal 2A
Terminal 2A hanterar destinationer inom Schengen och är direkt knuten till terminal 2B.
Terminal 2B
Terminal 2B hanterar destinationer utanför Schengen och är direkt knuten till terminal 2A.

## Destinationer
| Flygbolag                                                        | Destinationer | Check-in |
| ---------------------------------------------------------------- | --- | -------- |
| Aegean Airlines                                                  | Aten | 2A       |
| Aer Lingus                                                       | Dublin | 2B       |
| Aeroflot                                                         | Moskva Sjeremetevo | 2B       |
| Air Algerie                                                      | Alger (startar 11 september 2016) | 2B       |
| airBaltic                                                        | Riga | 2B       |
| Air Canada Rouge                                                 | Seasonal: Toronto-Pearson | 2B       |
| Air China1                                                       | Beijing-Capital | 2B       |
| Air France                                                       | Paris-Charles de Gaulle | 2A       |
| Air Transat                                                      | Seasonal: Toronto-Pearson | 2B       |
| Alitalia                                                         | Rom-Fiumicino | 2A       |
| Asiana Airlines                                                  | Seasonal charter: Seoul-Incheon (startade 1 juli 2016) | 2A       |
| Austrian Airlines                                                | Wien | 2A       |
| Belavia                                                          | Belgrad, Minsk-National | 2B       |
| British Airways                                                  | London-Heathrow | 2B       |
| Brussels Airlines                                                | Brussel | 2A       |
| Bulgaria Air                                                     | Seasonal: Sofia | 2B       |
| Czech Airlines                                                   | Prag | 2A       |
| easyJet                                                          | Berlin-Schönefeld, London-Gatwick, Lyon, Paris-Charles de Gaulle | 2B       |
| easyJet Switzerland                                              | Basel/Mulhouse, Geneve | 2B       |
| EgyptAir operated by EgyptAir Express                            | Kairo | 2B       |
| Emirates                                                         | Dubai-International | 2B       |
| Eurowings                                                        | Düsseldorf | 2B       |
| Finnair                                                          | Helsingfors | 2B       |
| Germanwings                                                      | Köln-Bonn, Hamburg, Stuttgart | 2B       |
| Iberia                                                           | Seasonal: Madrid | 2A       |
| Jet2.com                                                         | Edinburgh, Leeds/Bradford, Manchester, East Midlands | 2B       |
| KLM                                                              | Amsterdam Amsterdam-Schiphols flygplats | 2A       |
| LOT Polish Airlines                                              | Warszawa | 2A       |
| Lufthansa                                                        | Frankfurt, München | 2A       |
| Lufthansa Regional operated by Lufthansa CityLine                | Frankfurt, München | 2A       |
| Norwegian Air Shuttle                                            | Copenhagen, Helsingfors, London-Gatwick, Oslo-Gardermoen, Stockholm-Arlanda | 2B       |
| Pegasus Airlines                                                 | Istanbul-Sabiha Gökcen | 2B       |
| Qatar Airways                                                    | Doha | 2B       |
| Ryanair                                                          | Aten, Barcelona, Beauvais, Bergamo, Berlin-Schönefeld (startar 2 september 2016), Billund, Bristol, Charleroi, Copenhagen, Dublin, Gran Canaria, London-Stansted, Madrid, Málaga, Malta, Manchester, Nürnberg (startar 1 november 2016), Pisa, Rome-Ciampino Seasonal: Eilat-Ovda, Korfu, Tammerfors, Treviso | 2B       |
| Scandinavian Airlines                                            | Stockholm-Arlanda | 2A       |
| Swiss International Air Lines                                    | Zürich | 2A       |
| Swiss International Air Lines operated by Swiss Global Air Lines | Zürich | 2A       |
| TAROM                                                            | Bukarest | 2A       |
| Transavia                                                        | Rotterdam | 2A       |
| Transavia France                                                 | Paris-Orly | 2A       |
| Turkish Airlines                                                 | Istanbul-Atatürk | 2A       |
| Up operated by El Al                                             | Tel Aviv-Ben Gurion | 2B       |
| Vueling Airlines                                                 | Seasonal: Barcelona | 2A       |
| Wizz Air                                                         | Alicante, Baku, Barcelona, Bari, Birmingham, Bologna, Bukarest (startar 19 september 2016), Catania, Charleroi, Dortmund, Dubai-Al Maktoum, Eindhoven, Fuerteventura (startar 30 oktober 2016), Glasgow, Göteborg, Frankfurt-Hahn, Istanbul-Sabiha Gökcen (ends 29 July 2016), Karlsruhe/Baden-Baden, Reykjavík-Keflavík, Kiev-Zjuljany, Kutaisi, Lanzarote (startar 2 november 2016), Larnaca, Lissabon, Liverpool, London-Luton, Madrid, Málaga, Malmö, Malta, Milano-Malpensa, Moskva-Vnukovo, Neapel, Nice, Porto (startar 4 september 2016), Rom-Fiumicino, Sofia (återupptas 1 november 2016), Stockholm-Skavsta, Târgu Mureș, Tel Aviv-Ben Gurion, Teneriffa södra, Thessaloniki, Warszawa-Chopin Seasonal: Alghero, Burgas, Korfu, Heraklion, Ibiza, Palma de Mallorca, Rhodos, Varna (återupptas 3 augusti 2016), Zakynthos | 2B       |

## Kommunikationer
Terminal 1 är förbunden med järnvägsstationen Ferihegy genom en gångbro, och även passagerare från terminal 2A och 2B kan nå den genom lokalbuss 200E (7 minuter). Från stationen går pendeltåg på linjen Budapest - Monor till Nyugati Pályaudvar i innerstaden på 23 minuter, där man kan byta till tunnelbanans linje 3, spårvagn eller buss. Har man ett lokaltrafikkort kostar pendeln inget extra, annars 365 HUF eller 12 SEK (juni 2011).